# 环贸iapm商场

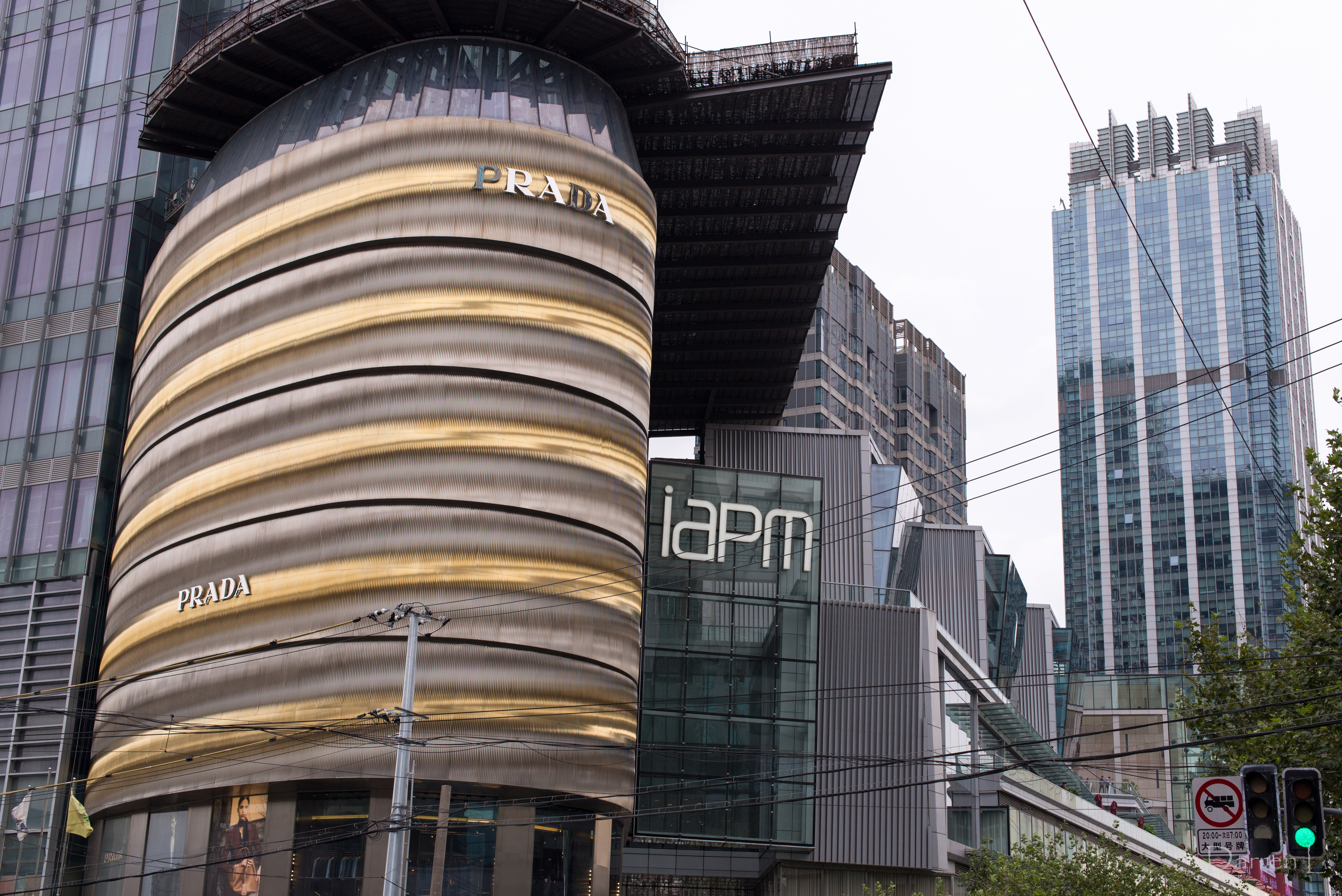
商城外部

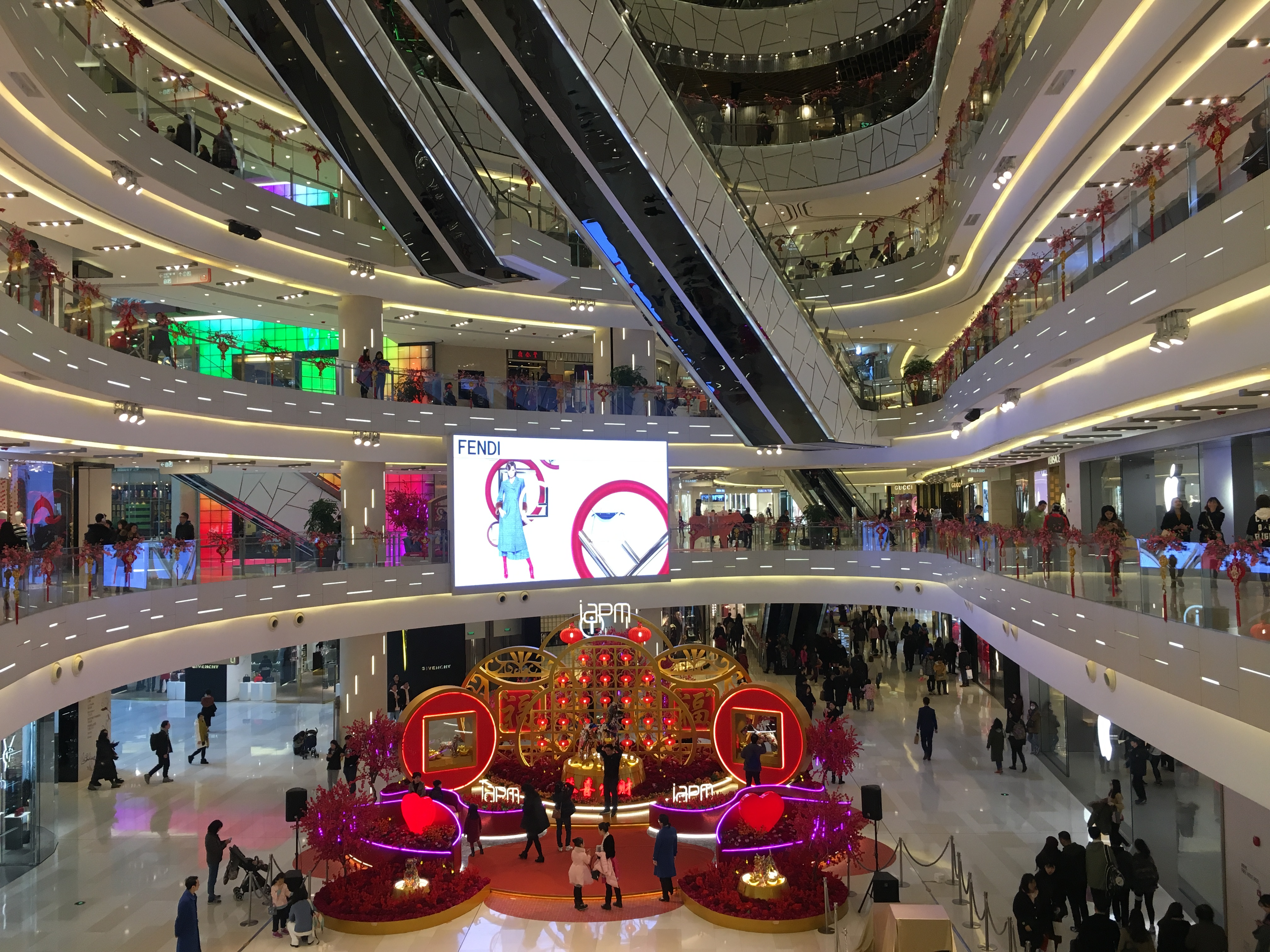
商場中庭

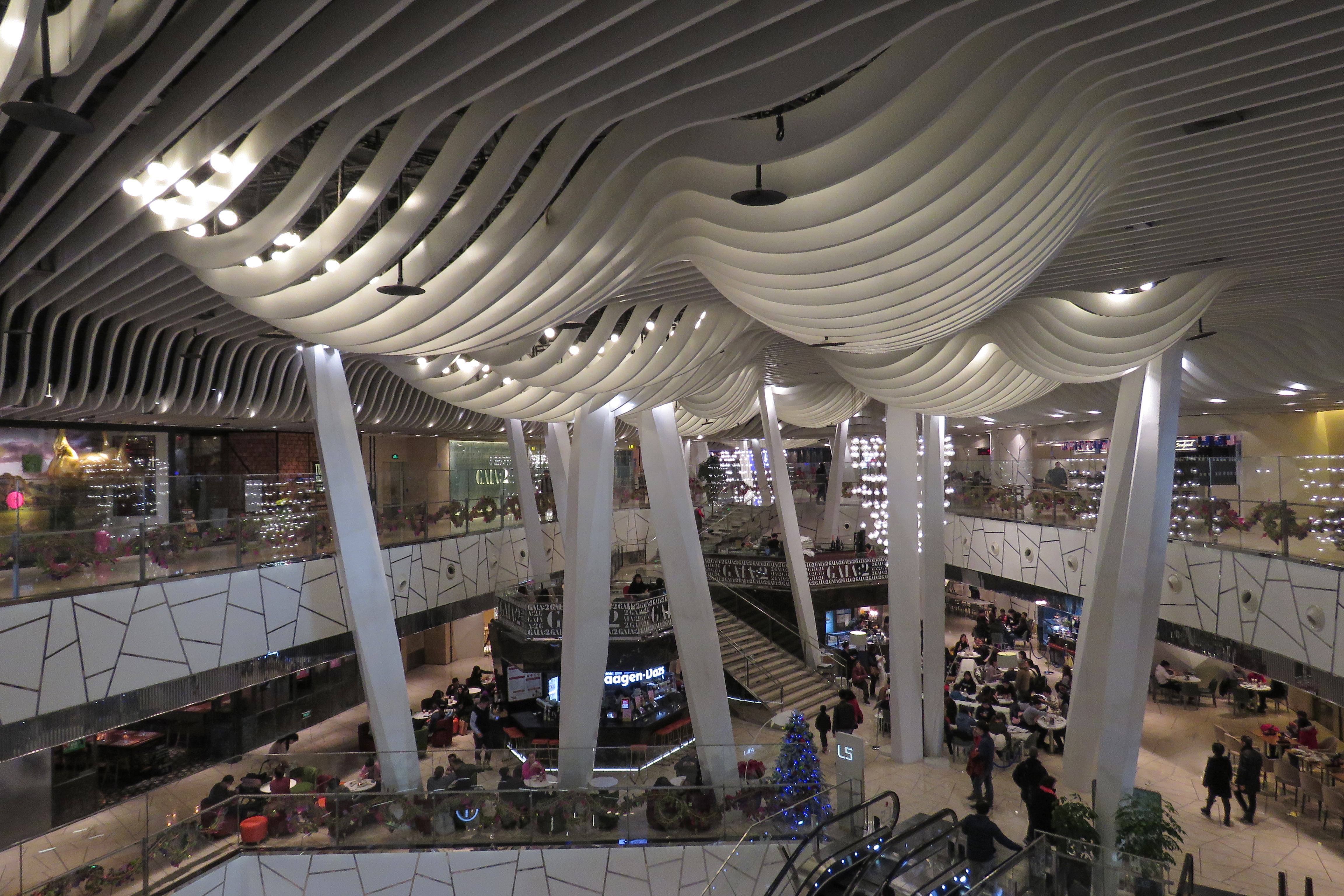
商場高層的餐廳

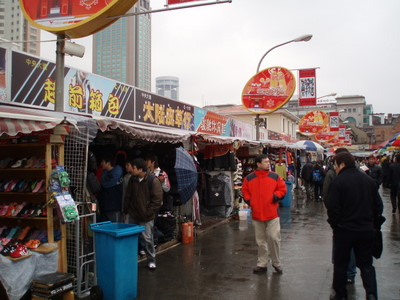
环贸iapm商场前身為襄阳路小商品市场

环贸iapm商场 (英語：iAPM Mall)是一家位于上海的商场，位于上海徐汇区淮海中路999号，商场面积佔地29萬平方米，由新鸿基地产开发，Benoy負責建築設計，在2013年8月正式营业。

## 商場結構
商場共有地上6層及地下2層，匯聚逾238個潮流品牌，其中一成是首次進駐中國市場，一成半為首度進駐上海。當中面向淮海中路設逾220米長的臨街複式旗艦店，當中包括全中国最大的Prada旗舰店、Gucci旗舰店、Miu Miu、Dolce & Gabbana和Valentino等。場內亦設有Apple Store、i.t、ABC Cooking Studio、多間化妝品店、運動服裝店、超市citysuper、無印良品、Pure Yoga和百丽宫IMAX影城等。而餐廳主要位於LG2層，5樓和6樓。
上蓋設兩座合共約130萬平方呎的甲級寫字樓及豪華住宅“上海天璽”，提供60多個住宅單位。

## 交通
上海轨道交通1号线，10号线，12号线陕西南路站
商场设有两层停车场，合共提供近800个停车位。